# واد بوزنيقة
واد بوزنيقة، هو واد موسمي يصب في شاطئ بوزنيقة، يقطع جزء من الهضبة السفلى للشاوية، ويشكل الحد الفاصل بين جماعة بوزنيقة وجماعة الشراط 

## الموضع
واد بوزنيقة، هو واد موسمي يصب في شاطئ بوزنيقة، يقطع جزء من الهضبة السفلى للشاوية، ويشكل الحد الفاصل بين جماعة بوزنيقة وجماعة الشراط، داخل إقليم بنسليمان المنتمي لجهة الدار البيضاء سطات بالمغرب.

## الموقع
يقطع واد بوزنيقة جزء من جماعة عين تيزغة، وجماعة بوزنيقة بإقليم بنسليمان، قاطعا مسافة داخل الأراضي الفلاحية للمنطقة، قبل أن يصل إلى حدود المجال الحضري لمدينة بوزنيقة حيث تشيد على ضفافه إقامات سكنية ومشاريع عمرانية واعدة، بعدها يقطع واد بوزنيقة الحي الصناعي لمدينة بوزنيقة، ثم يصل إلى غولف بوزنيقة ليشطر الملعب إلى نصفين، داخل المنطقة السياحية الساحلية لشاطئ بوزنيقة، حيث تمت تهيئة الواد بشكل يسمح لجل الإقامات السياحية الساحلية من الاستفادة منه، وفي الاخير يصل إلى مصبه بين شاطئ الشراط الرملي يمينا، وجرف صخري يسارا على تراب جماعة بوزنيقة.

## المرفلوجية

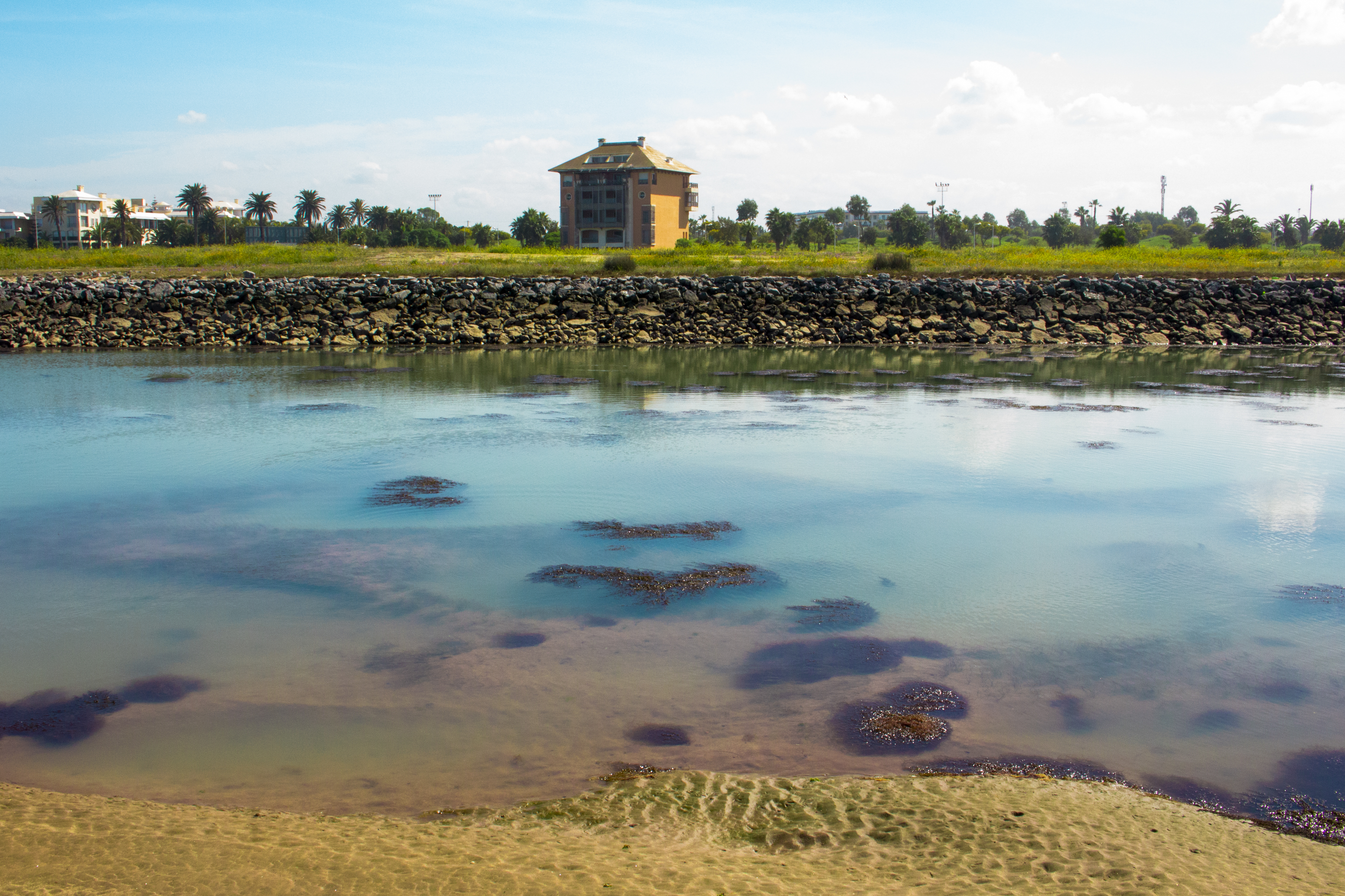
منزل على واد بوزنيقة

يعتبر واد بوزنيقة واد موسميا تنشط حركته خلال فصل الشتاء، أما شكل الوادي، فهو ضعيف نسبيا حيث لا يتجاوز ارتفاعه النسبي 15 مترا في عالية الوادي، مع انحدار سفحي قوي نسبيا على الضفة اليسرى مقارنة بالضفة اليمنى، أما قعر الوادي فهو متسع نسبيا، ويشهد تعرجات كثيرة. 

## الهيدرولوجية
يعتبر واد بوزنيقة وادا موسميا ينشط أساسا خلال فصل الشتاء ومع التساقطات المطرية، كما يضم عيونا مائية ضعيفة الصبيب. يخضع مصب الواد إلى دينامية المد والجزر، حيث يُملئ مصبه عن أخره خلال فترة المد، في حين يفرغ خلال فترة الجزر، باستثناء بعض المناطق السياحية التي تَحصر المياه بفضل التهيئة التي خضع لها الواد.

## الوسط البيئي
يتميز واد بوزنيقة بوسط بيئي نهري نشيط خلال فصل الشتاء، حيث يشكل مستقرا لعدد من الطيور المائية والبرية، وعددا من النباتات التي تنمو بقعر الوادي، كما تعيش بالواد مجموعة من الزواحف والبرمائيات من السلاحف المائية والضفادع وغيرها، في حين يعتبر مصب الواد موئلا حيويا ممتازا للطيرو البحرية. 

## الوضع البيئي
لم تُجرى بعد دراسة بيئية مفصلة حول الوضعية البيئية لواد بوزنيقة، خاصة أنه يقطع الحي الصناعي لمدينة بوزنيقة، ويمر من مجال حضري متوسط الكثافة، كما يقطع عدد من الأراضي الفلاحية قوية الاستغلال. 

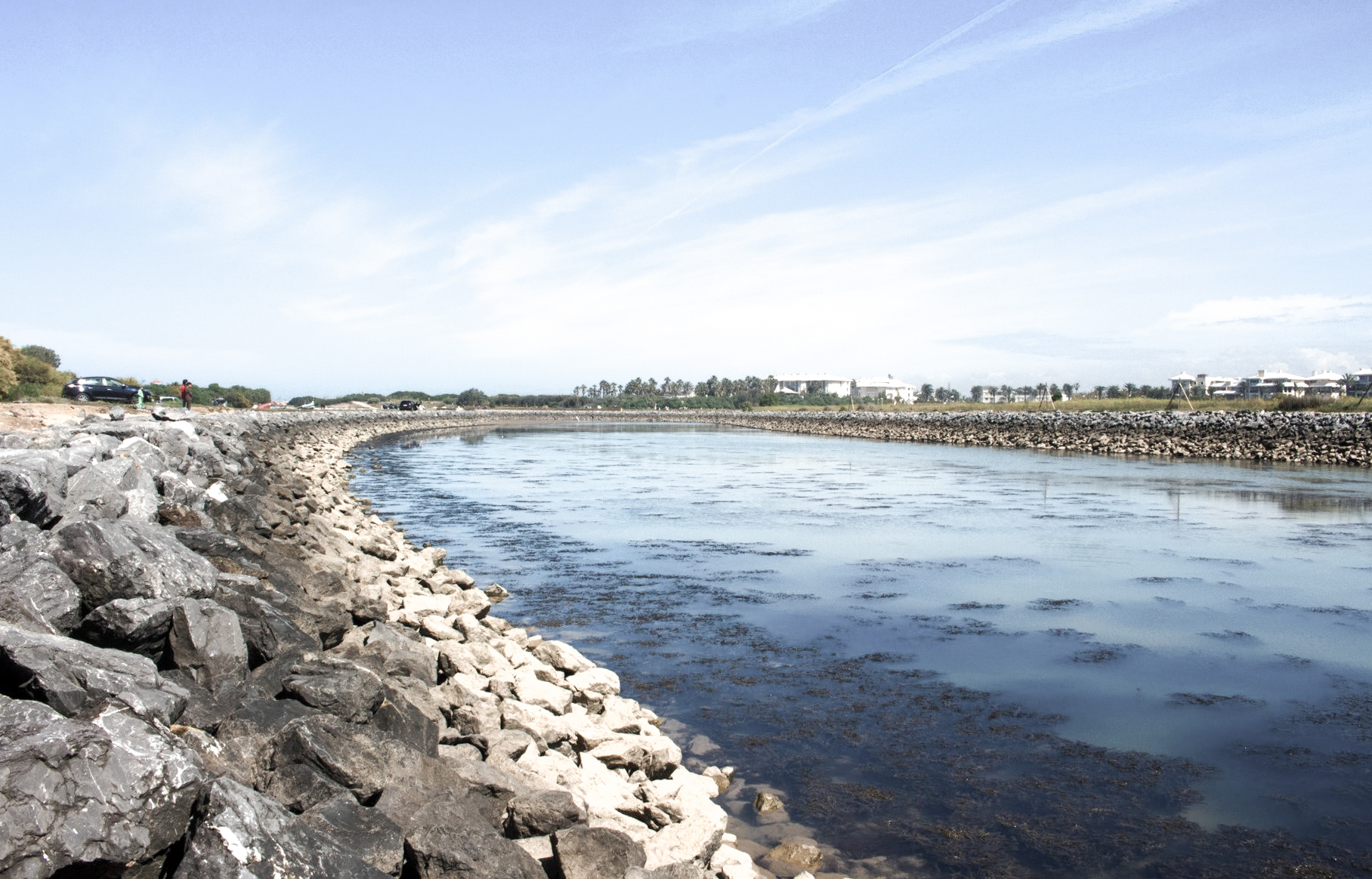
مصب واد بوزنيقة

## المصب

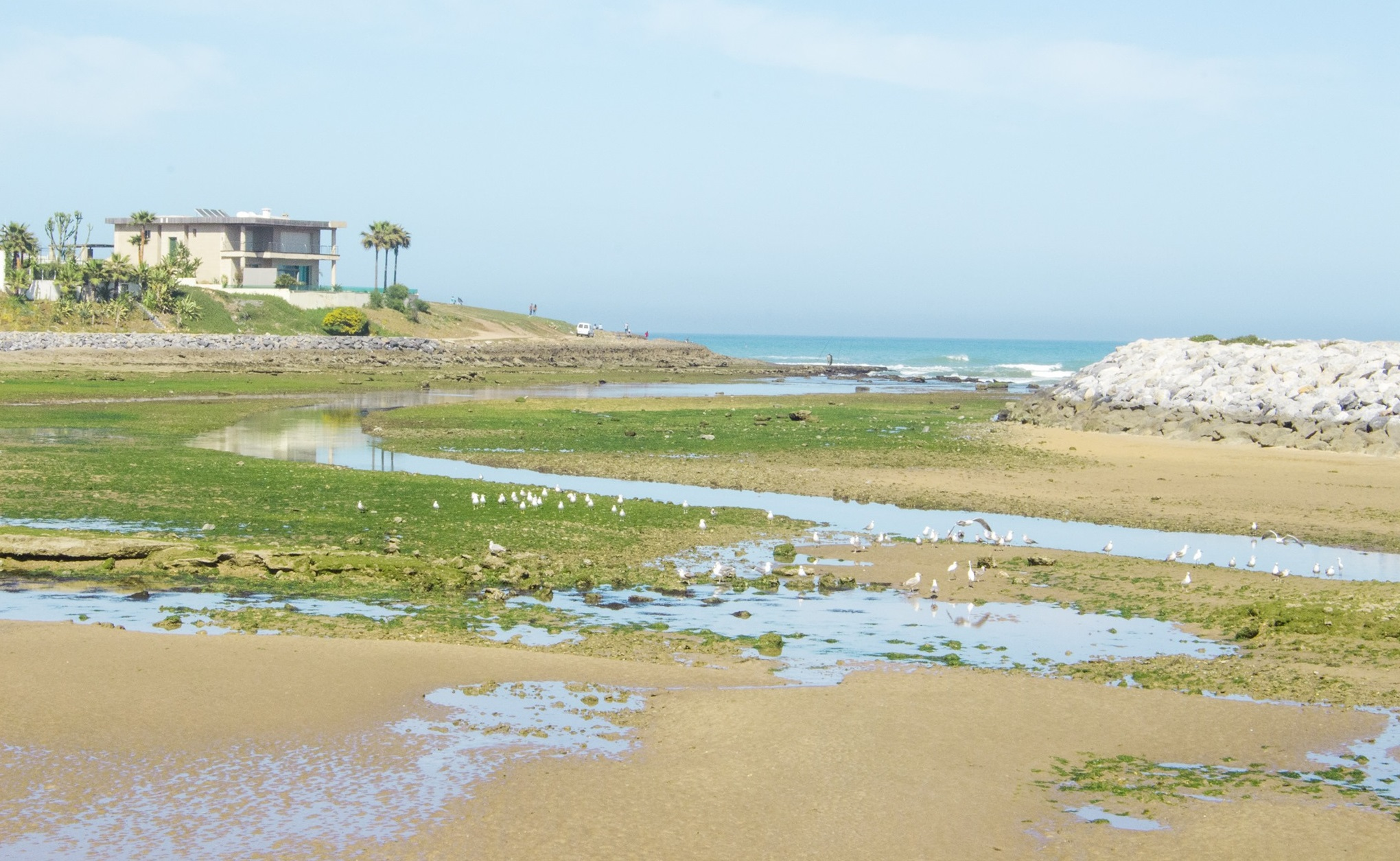
مصب واد بوزنيقة

مصب واد بوزنيقة هو مصب متسع منفتح على المحيط الأطلسي، تمت تهيئة جنباته بأكوام الصخر والاسمنت، كما تم تزويده بكاسر أمواج على ضفتة اليمنى لتسهييل عملية عبور القوارب من وإلى المحيط خلال فترة المد، أما خلال فترة الجزر، فيفرغ المصب من المياه، ليبرز قاعه المكون من الرمال والصخر. يعتبر هذا المصب موئلا حيويا للعديد من الطيور المائية. 

## الاستغلال البشري

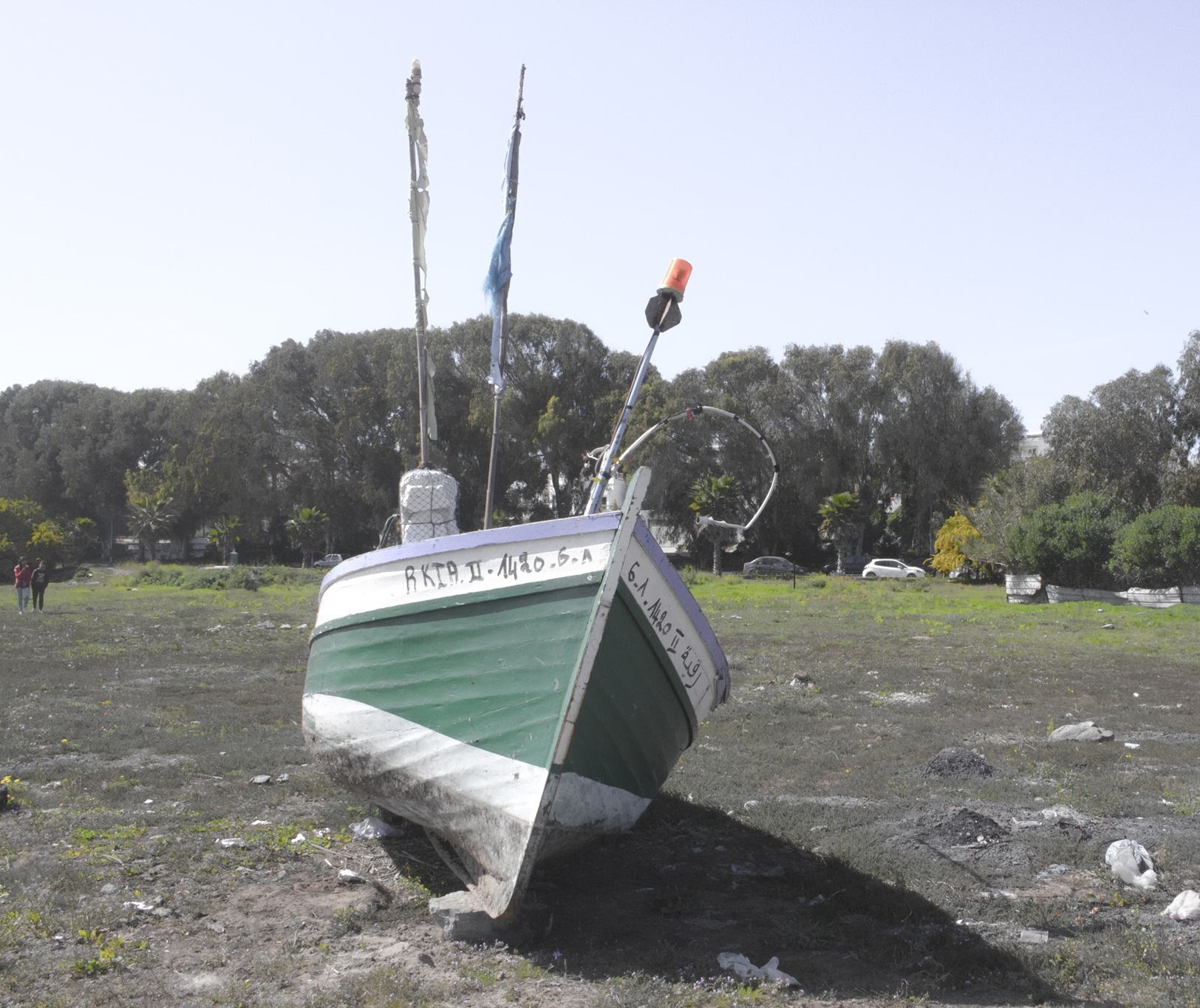
قارب صيد تقليدي من واد بوزنيقة

يعبر واد بوزنيقة مجموعة من الأراضي الزراعية، ما يدفع بعض الفلاحين إلى استغلاله في السقي خلال أوقات نشاطه، كما يتم استغلال مجرى الوادي لتصريف بعض المخلفات من طرف ساكنة مدينة بوزنيقة، إضافة إلى تموقع الحي الصناعي لمدينة بوزنيقة على ضفة الواد. يعد واد بوزنيقة جزءا أساسيا من ملعب غولف بوزنيقة، كما يرفع من القيمة السياحية للتجزئات السكنية المجاورة للشاطئ. 
يضم مصب واد بوزنيقة ميناء صغيرا لقوارب الصيد التقليدي، إضافة إلى مطعم للسمك، كما يعتبر مصب الواد مكانا مفضلا لهواة الصيد بالقصبة، حيث يستقبل هواة هذه الرياضة من مختلف مناطق المغرب، كما يشهد رواجا سياحيا مكثفا خلال فصل الصيف.

## معرض الصور

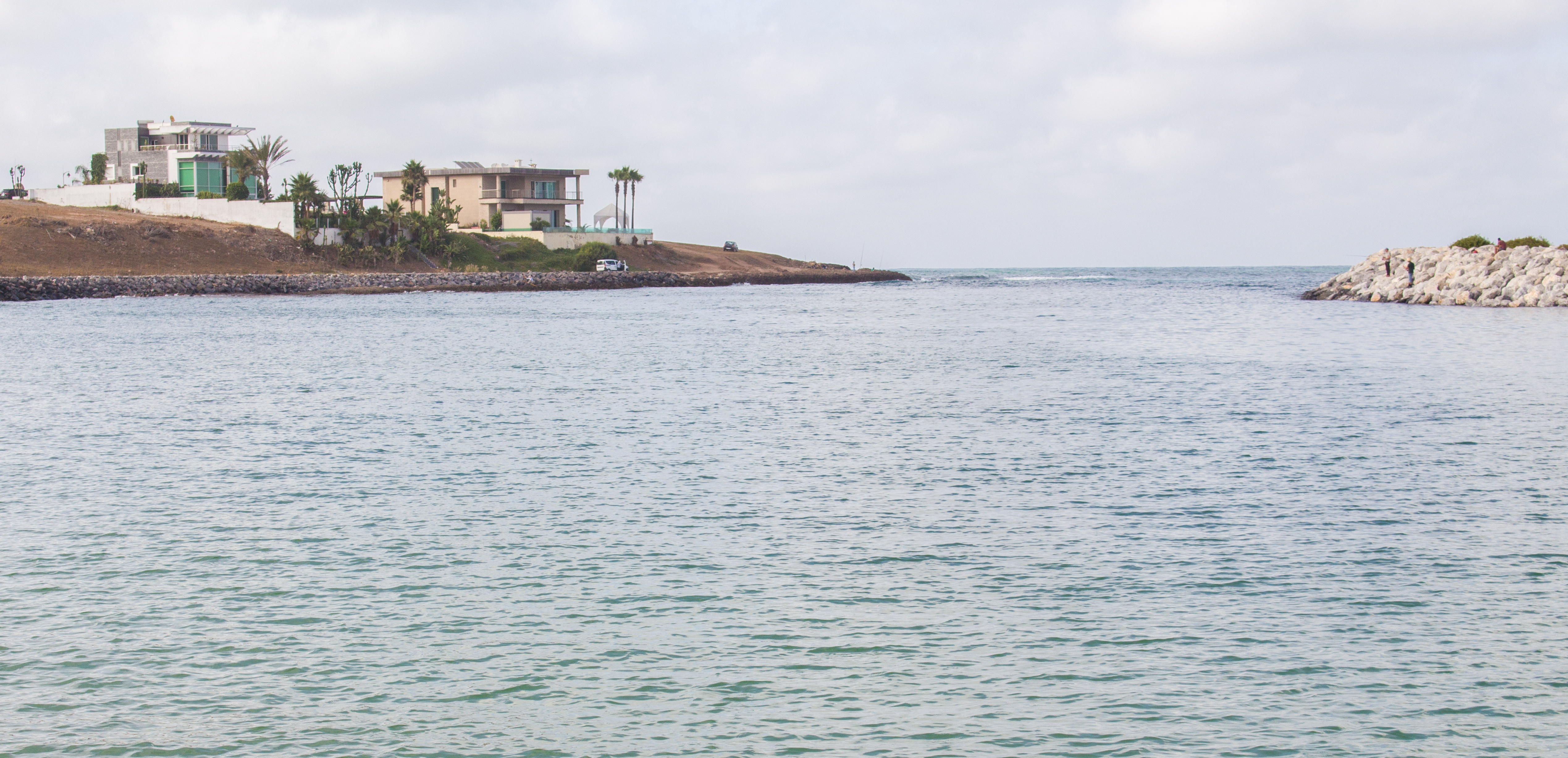
مصب وادي بوزنيقة
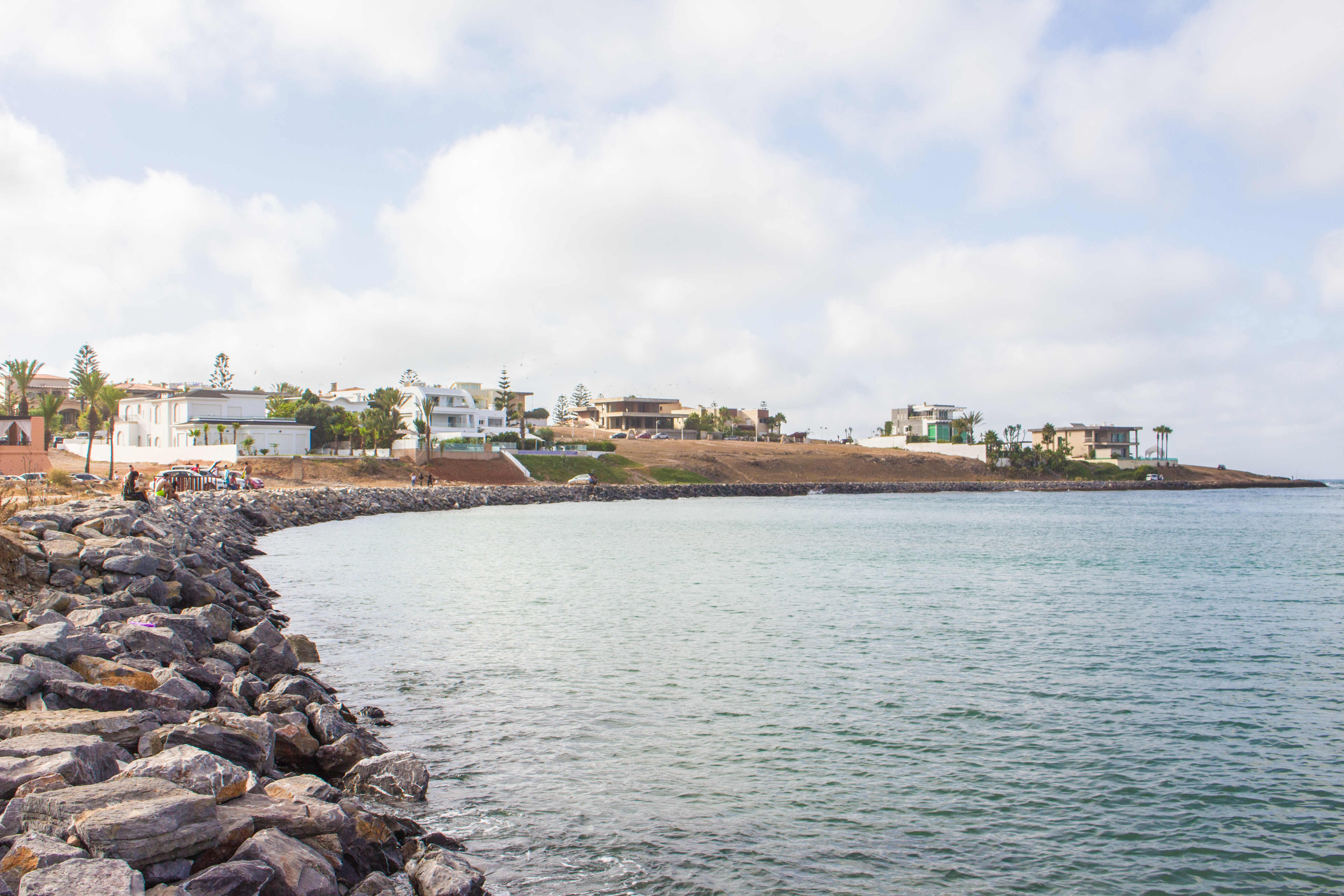
وادي بوزنيقة

## لائحة المراجع
1. 1 2  "Google Earth". earth.google.com. مؤرشف من الأصل في 2022-04-22. اطلع عليه بتاريخ 2022-04-30.
2. ↑  "Google Maps". Google Maps (بar-US). Archived from the original on 2022-04-30. Retrieved 2022-04-30.{{استشهاد ويب}}:  صيانة الاستشهاد: لغة غير مدعومة (link)
3. ↑  "البيانات المفتوحة | Portail national des collectivités territoriales". www.pnct.ma. مؤرشف من الأصل في 2022-05-01. اطلع عليه بتاريخ 2022-04-30.
4. 1 2  "شواطئ بوزنيقة.. ملاذ الراغبين في الهروب من قيض الصيف". Map Ecology. 30 يونيو 2021. مؤرشف من الأصل في 2022-05-01. اطلع عليه بتاريخ 2022-04-30.
5. 1 2  ""اللواء الازرق" يرفرف بشاطئ بوزنيقة للسنة الخامسة عشرة على التوالي". Map Ecology. 5 أغسطس 2021. مؤرشف من الأصل في 2022-05-01. اطلع عليه بتاريخ 2022-04-30.
6. ↑  "Coup d'envoi des travaux d'extension de la zone industrielle de Bouznika". Le360.ma. مؤرشف من الأصل في 2022-03-22. اطلع عليه بتاريخ 2022-04-30.
7. ↑  "شاطئ بوزنيقة يحصل على اللواء الأزرق". madar21.com. مؤرشف من الأصل في 2022-05-01. اطلع عليه بتاريخ 2022-04-30.
8. ↑  "Pont sur l'Oued Bouznika : L'état d'avancement des travaux est de 80%". Aujourd'hui le Maroc (بfr-FR). Archived from the original on 2021-04-17. Retrieved 2022-04-30.{{استشهاد ويب}}:  صيانة الاستشهاد: لغة غير مدعومة (link)